# Кирбалтабай
Кирбалтаба́й (каз. Қырбалтабай) — село у складі Єнбекшиказахського району Алматинської області Казахстану. Адміністративний центр Кирбалтабайського сільського округу.
Населення — 2074 особи (2021; 3466 у 2009, 1778 у 1999, 1758 у 1989).